# Oonops procerus
Oonops procerus és una espècie d'aranyes araneomorfes de la família dels oonòpids (Oonopidae). Fou descrita per primera vegada l'any 1882 per Eugène Simon. Es troba a França i Espanya, als Pirineus Orientals (Prats de Molló, Prada). La seva mida és d'uns 3-3,2 mm.